# Stazione di Hatagaya
La stazione di Hatagaya (幡ヶ谷駅?, Hatagaya-eki) è una stazione ferroviaria di Tokyo che si trova a Shibuya, passante per la nuova linea Keio.

## Linee
Keiō Corporation
● Nuova linea Keiō

## Struttura
La stazione dispone di due marciapiedi laterali con due binari passanti al centro. Dispone di scale mobili e ascensori.
| 1 | ● Nuova linea Keiō | per Sasazuka, Meidaimae, Chōfu e Hashimoto |
| 2 | ● Nuova linea Keiō | per Shinjuku e linea Shinjuku              |

## Stazioni adiacenti
| «                | Servizio         | »                |
| Nuova linea Keiō | Nuova linea Keiō | Nuova linea Keiō |
| ---------------- | ---------------- | ---------------- |
| Hatsudai         | Tutti i treni    | Sasazuka         |